# Družina Hirajama
Družina Hirajama je družina asteroidov , ki imajo podobne elemente tira kot so :
- velike polosi
- izsrednosti
- naklone tirnic

Zanje je še značilno, da so ostanek trka med asteroidi.

Družine lahko zaznamo samo, če opazujemo lastne elemente tira in ne oskulacijskih elementov. Lastni elementi tira ostajajo stalni tudi do nekaj deset milijonov let. 
Prvi je proučeval lastne elemente tira japonski astronom Kijocugu Hirajama (1874-1943). Leta 1918 je opazil, da lastni elementi tira asteroidov tvorijo skupine. Takrat je našel tri družine Koronis, Eos in Temido. Pozneje je opazil še družini Flora in Marija. 

Pogosto teh pet družin imenujemo s skupnim imenom Hirajamine družine.